# 西尾市の地名
- 愛知県 > 西尾市 > 地名

西尾市の地名では、同市内に存在する町名を一覧にして記す。括弧内の地名は1906年時点での自治体名や旧大字名・町名、数字は編入年・成立年・廃止年である。

## 1954年当時の町名
当市は1953年、幡豆郡西尾町が平坂町の一部を編入し即日市制を施行して成立した。
市制当初は大字が編成されていたが、1955年2月15日にいずれも大字が町に変更され、呼称から「大字」と「字」が削られた。1954年8月10日の4町村編入前の町名を西尾市成立前の自治体ごとに記す。
旧西尾町
- 錦城町(錦城)
- 鶴ケ崎町(鶴ケ崎)
- 馬場町(馬場)
- 裏町→弥生町(1954年改称、裏町)
- 大給町(大給)
- 中町(中町)
- 肴町(肴町)
- 幸町(1924年横町より改称、幸町)
- 本町(本町)
- 須田町(須田)
- 葵町(葵町)
- 塩町(塩町)
- 満全町(満全)
- 会生町(会生)
- 和泉町(和泉)
- 順海町(順海)
- 天王町(天王)
- 瓦町(瓦町)
- 伊文町(伊文)
- 矢場町(矢場)
- 鶴城町(鶴城)
- 天神町(天神(1929年鶴城より分立))
- 山下町(山下(1929年鶴城より分立))
- 鶴舞町(鶴舞(1929年鶴城より分立))
- 千歳町(千歳(1929年鶴城より分立))
- 亀沢町(亀沢(1929年鶴城より分立))
- 末広町(末広(1929年鶴城より分立))
- 永楽町(永楽(1934年鶴城より分立))
- 桜木町(桜木(1934年鶴城より分立))
- 花ノ木町(花ノ木(1934年鶴城より分立))
- 住吉町(住吉(1934年鶴城より分立))
- 城崎町(城崎(1934年鶴城より分立))
- 高畠町(高畠(1934年鶴城より分立))
- 桜町(桜町(1953年鶴城より分立))
- 菅原町(菅原(1953年鶴城より分立))
- 神下町(神下(1953年鶴城より分立))
- 宮町(宮町(1953年鶴城より分立))
- 南旭町(南旭(1953年鶴城より分立))
- 永吉町(永吉(1953年鶴城より分立))
- 高砂町(高砂(1953年鶴城より分立))
- 吾妻町(吾妻(1953年鶴城より分立))
- 北旭町(北旭(1953年鶴城より分立))
- 新屋敷町(新屋敷(1953年鶴城より分立))

旧西野町村の大部分
- 上町(上町)
- 下町(下町)
- 小間町(小間)
- 法光寺町(法光寺)

旧久麻久村
- 伊藤町(伊藤)
- 新渡場町(新渡場)
- 戸ケ崎町(戸ケ崎)
- 志貴野町(志貴野)
- 中原町(中原)
- 志籠谷町(志籠谷)
- 八ツ面町(八ツ面)
- 熊味町(熊味)
- 寄住町(寄住)
- 道光寺町(道光寺)
- 若松町(若松(1937年寄住より分立))

旧大宝村の一部
- 徳次町(徳次)
- 丁田町(丁田)
- 寄近町(寄近)
- 今川町(今川)
- 矢曽根町(矢曽根)

旧奥津村の一部
- 住崎町(住崎)

旧福地村の一部
- 小焼野町(小焼野(旧井崎村))

旧平坂町の一部
- 中畑町(中畑(旧中畑村))
- 田貫町(田貫(旧西野町村))
- 新在家町(新在家(旧奥津村))
- 国森町(国森(旧奥津村))

## 周辺町村の編入
1954年から2011年にかけて以下の町村が編入されている。以下年別に列挙する。

### 1954年
編入当初はいずれも大字だったが、同年のうちにいずれも町名に置き換わっている。
平坂町
- 平坂町(平坂)
- 楠村町(楠村)
- 西小梛町(西小梛新田)
- 小栗町(小栗新田)
- 羽塚町(羽塚(旧奥津村))
- 上矢田町(上矢田(旧奥津村))
- 下矢田町(下矢田(旧奥津村))
- 富山町(富山(旧奥津村))
- 奥田町(奥田新田(1951年埋立地より成立))
- 西奥田町(西奥田(1951年埋立地より成立))
- 南奥田町(南奥田(1951年埋立地より成立))

寺津町
- 寺津町(寺津)
- 徳永町(徳永[注 2])
- 巨海町(巨海(旧西崎村))
- 刈宿町(刈宿(旧西崎村))
- 中根町(中根(旧西崎村))

福地村
- 笹曽根町(笹曽根(旧六郷村))
- 平口町(平口(旧六郷村))
- 市子町(市子(旧六郷村))
- 野々宮町(野々宮(旧六郷村))
- 横手町(横手(旧六郷村))
- 天竹町(天竹(旧六郷村))
- 斉藤町(斉藤(旧豊田村))
- 熱池町(熱池(旧豊田村))
- 上道目記町(上道目記(旧豊田村))
- 下道目記町(下道目記(旧豊田村))
- 八ケ尻町(八ケ尻(旧豊田村))
- 行用町(行用(旧豊田村))
- 針曽根町(針曽根(旧豊田村))
- 長縄町(長縄(旧豊田村))
- 宅野島町(宅野島(旧井崎村))
- 細池町(細池(旧井崎村))
- 鎌谷町(鎌谷(旧井崎村))
- 鵜ケ池町(鵜ケ池(旧井崎村))
- 十郎島町(十郎島(旧井崎村))
- 須脇町(須脇(旧井崎村))
- 深池町(深池(旧大宝村))
- 川口町(川口(旧大宝村))
- 菱池町(菱池(旧大宝村))

室場村
- 室町(室)
- 駒場町(駒場)
- 平原町(平原(旧平原村))
- 花蔵寺町(花蔵寺(旧花明村))
- 善明町(善明(旧花明村))
- 家武町(家武(旧家武村))

### 1955年
1955年の編入当初はいずれも大字だったが、同年のうちにいずれも町名に置き換わっている。
三和村
- 岡島町(岡島(旧御鍬村))
- 尾花町(尾花(旧御鍬村))
- 江原町(江原(旧御鍬村))
- 和気町(和気(旧御鍬村))
- 大和田町(大和田(旧御鍬村))
- 高河原町(高河原(旧御鍬村))
- 高落町(高落(旧川崎村)、1985年一部岡崎市に編入)
- 新村町(新村(旧川崎村))
- 西浅井町(西浅井(旧川崎村)、1985年一部岡崎市に編入)
- 東浅井町(東浅井(旧川崎村)、1985年一部岡崎市に編入)
- 小島町(小島(旧川崎村))
- 米野町(米野(旧川崎村))
- 貝吹町(貝吹(旧吹羽良村))
- 上羽角町(上羽角(旧吹羽良村))
- 下羽角町(下羽角(旧吹羽良村))
- 上永良町(上永良(旧吹羽良村))
- 下永良町(下永良(旧吹羽良村))

明治村(一部碧海郡。)
- 南中根町(南中根(旧米津村))
- 米津町(米津(旧米津村)、1980年藤井町を編入)

### 1970年代
1975年
- 須美(額田郡幸田町須美の一部より編入、1990年代廃止)

1979年
- 藤井町(安城市藤井町の一部より編入、1980年廃止)

### 2011年

#### 一色町
町制時の大字にそれぞれ「一色町」を冠する。
- 一色町一色
- 一色町坂田新田
- 一色町藤江
- 一色町治明(旧栄生村)
- 一色町開正(旧栄生村)
- 一色町養ケ島(旧栄生村)
- 一色町赤羽(旧栄生村)
- 一色町味浜(旧味沢村)
- 一色町中外沢(旧味沢村)
- 一色町小藪(旧味沢村)
- 一色町細川(旧味沢村)
- 一色町大塚(旧五保村)
- 一色町前野(旧五保村)
- 一色町野田(旧五保村)
- 一色町対米(旧五保村)
- 一色町池田(旧五保村)
- 一色町酒手島(旧衣崎村)
- 一色町松木島(旧衣崎村)
- 一色町生田(旧衣崎村)
- 一色町千間(旧衣崎村)
- 一色町惣五郎(旧衣崎村)
- 一色町佐久島(旧佐久島村)

#### 吉良町
町制時の大字にそれぞれ「吉良町」を冠する。なお幡豆郡吉良町は1955年に吉田町と横須賀村の合併により成立した町である。
旧吉田町
- 吉良町吉田
- 吉良町大島
- 吉良町乙川(旧保定村)
- 吉良町富好新田(旧保定村)
- 吉良町白浜新田(旧保定村)
- 吉良町小山田(旧保定村)
- 吉良町宮崎(旧宮崎村)

旧横須賀村
- 吉良町下横須賀
- 吉良町上横須賀
- 吉良町中野
- 吉良町荻原(旧荻原村)
- 吉良町饗庭(旧荻原村)
- 吉良町酒井(旧荻原村)
- 吉良町富田(旧富田村)
- 吉良町八幡川田(旧富田村)
- 吉良町寺島[注 4](旧瀬門村)
- 吉良町岡山(旧瀬門村)
- 吉良町木田(旧瀬門村)
- 吉良町瀬戸(旧瀬門村)
- 吉良町小牧(旧瀬門村)
- 吉良町宮迫(旧厨村)
- 吉良町駮馬(旧厨村)
- 吉良町津平(旧厨村)
- 吉良町友国(旧厨村)

#### 幡豆町
幡豆町時代は大字が編成されていたが、西尾市合併後はそれらの名称を受け継いだ町名に置き換わっている。
- 西幡豆町
- 寺部町
- 鳥羽町
- 東幡豆町(旧東幡豆村)

## 区画整理などによる町名の設置
区画整理による町名設置により現在までに以下の町が設置された。以下年別に列挙する。
1967年
- 緑町(桜町・戸ケ崎町・道光寺町・新渡場町)

1977年
- 新渡場1～2丁目(戸ケ崎町・新渡場町)
- 戸ケ崎1～5丁目(戸ケ崎町・道光寺町・緑町・新渡場町・志貴野町)
- 道光寺1丁目(道光寺町・戸ケ崎町)

1979年
- つくしが丘1～5丁目(上永良町・駒場町・貝吹町・須美)

1987年
- つくしが丘6丁目(駒場町)
- 港町(三河湾埋立地)

1990年代頃
- 竹山町(須美など)

1991年
- 中畑1～2丁目(中畑町など)
- 田貫1～4丁目(田貫町など)

1996年
- 新在家1丁目(新在家町など)
- 住崎1～6丁目(住崎町など)
- 永吉1～4丁目(永吉町など)

2000年
- 寺津1～4丁目(寺津町など)

2008年
- 伊藤1～5丁目(伊藤町など)

### 2011年以降
2014年
- 平坂吉山1～2丁目(平坂町・楠村町・羽塚町[2])

2019年
- 富山1～2丁目(富山町など)
- 矢田1～2丁目(上矢田町・下矢田町など)

## 地区別

### 西尾地区
- 葵町（あおいちょう）
- 吾妻町（あずまちょう）
- 和泉町（いずみちょう）
- 伊藤（いとう）：一～五丁目
- 伊藤町（いとうちょう）：伊藤東（いとうひがし）、伊藤東二（いとうひがしに）、伊藤前（いとうまえ）、大道東（おおみちひがし）、沖（おき）、クテ、黒保（くろほ）、高（たか）、宮東（みやひがし）、宮前（みやまえ）、村（むら）、村西（むらにし）
- 伊文町（いぶんちょう）
- 今川町（いまがわちょう）：池端（いけばた）、石橋（いしばし）、一本松（いっぽんまつ）、岩根（いわね）、馬捨場（うますてば）、埋池（うめいけ）、沖ノ島（おきのしま）、落（おち）、海当（かいとう）、上新田（かみしんでん）、川新田（かわしんでん）、桜堀（さくらぼり）、下落（しもおち）、浅間（せんげん）、大城（だいじろ）、堤合（つつみあい）、寺前（てらまえ）、土井堀（どいぼり）、中屋敷（なかやしき）、西新田（にししんでん）、東新田（ひがししんでん）、東大城（ひがしだいじろ）、東堀（ひがしぼり）、御堂東（みどうひがし）、宮西（みやにし）、宮東（みやひがし）、元川原（もとかわら）
- 永楽町（えいらくちょう）：一～六丁目
- 小間町（おまちょう）：市川原（いちかわら）、内手（うちで）、西光寺南（さいこうじみなみ）、椎山（しいやま）、神明下（しんめいした）、処寒（とこさぶ）、堂前（どうまえ）、中通（なかどおり）、西側（にしがわ）、初山（はつやま）、東側（ひがしがわ）、真弓（まゆみ）、明治（めいじ）、流作（りゅうさく）、若宮（わかみや）、若宮東（わかみやひがし）
- 上町（かみまち）：荒子（あらこ）、泡原（あわら）、稲荷北（いなりきた）、稲荷西（いなりにし）、稲荷山（いなりやま）、杁下（いりした）、大川（おおかわ）、大道下（おおみちした）、沖道（おきみち）、御向（おむかえ）、垣外屋敷（かいとやしき）、門田（かどた）、上中田（かみなかだ）、上中田西（かみなかだにし）、上屋敷（かみやしき）、干地堀（かんちぼり）、北荒子（きたあらこ）、北大山（きたおおやま）、北側（きたがわ）、北清水（きたしみず）、北名向（きたなこう）、北屋敷（きたやしき）、狐穴（きつねあな）、窪（くぼ）、花蔵山（けぞうやま）、御所ノ下（ごしょのした）、権現西（ごんげんにし）、権現東（ごんげんひがし）、作道屋敷（さくどうやしき）、猿ヶ坂（さるがさか）、清水（しみず）、下中田（しもなかだ）、下屋敷（しもやしき）、菖蒲池（しょうぶいけ）、積善寺（せきぜんじ）、善兵衛屋敷（ぜんべえやしき）、高畑（たかばた）、立中（たてなか）、寺下（てらした）、寺山（てらやま）、塔頭（とうどう）、酉新開（とりしんかい）、中通屋敷（なかどおりやしき）、中道（なかみち）、並松（なみまつ）、西側（にしがわ）、西二ツ堀（にしふたつぼり）、西町（にしまち）、八王寺（はちおうじ）、浜屋敷（はまやしき）、林（はやし）、東二ツ堀（ひがしふたつぼり）、藤浪（ふじなみ）、堀尻（ほりじり）、堀ノ内東（ほりのうちひがし）、堀ノ内屋敷（ほりのうちやしき）、又七山（またしちやま）、丸山（まるやま）、南荒子（みなみあらこ）、南大山（みなみおおやま）、南名向（みなみなこう）、南又七山（みなみまたしちやま）、蓑掛（みのかけ）、宮西（みやにし）、宮東（みやひがし）、宮前（みやまえ）、向田（むかいだ）、六ツ家屋敷（むつややしき）、明治九（めいじく）、元清水（もとしみず）、元屋敷（もとやしき）、八重山（やえやま）、薬師裏（やくしうら）、薬師前（やくしまえ）、焼山（やけやま）、矢狭間（やざま）、柳原（やなぎはら）、薮下（やぶした）、山崎（やまざき）、横町屋敷（よこまちやしき）、蓮台（れんだい）
- 神下町（かみしたちょう）
- 亀沢町（かめざわちょう）
- 瓦町（かわらまち）
- 北旭町（きたあさひまち）

- 錦城町（きんじょうちょう）
- 熊味町（くまみちょう）：上泡原（かみあわら）、上池田（かみいけだ）、北十五夜（きたじゅうごや）、小松島（こまつじま）、下池田（しもいけだ）、珠弥堂（しゅみどう）、大道北（だいどうきた）、大道南（だいどうみなみ）、当良木（とうろき）、道万（どうまん）、中泡原（なかあわら）、西平角（にしひらずみ）、東平角（ひがしひらずみ）、南十五夜（みなみじゅうごや）、山畔（やまぐろ）
- 幸町（さいわいちょう）
- 肴町（さかなまち）
- 桜町（さくらまち）：奥新田（おくしんでん）、溜池（ためいけ）、中新田（なかしんでん）
- 桜町（さくらまち）：一～五丁目
- 桜木町（さくらぎちょう）：一～七丁目
- 塩町（しおまち）
- 志貴野町（しきのちょう）：郷前（ごうまえ）、郷南（ごうみなみ）、堤崎（つつみざき）、出崎（でざき）、中山（なかやま）、西山（にしやま）、福部（ふくべ）、堀割（ほりわり）、 丸山（まるやま）、宮西（みやにし）、宮東（みやまえ）、宮前（みやまえ）、向山（むかいやま）
- 志籠谷町（しこやちょう）：岩尻（いわしり）、欠下（かけした）、欠添（かけぞえ）、上川成（かみかわなり）、乾地（かんち）、切戸（きれと）、幾路（ぎろ）、下川成（しもかわなり）、堤畔（つつみぐろ）、山畔（やまぐろ）、山崎（やまざき）
- 下町（しもまち）：大道（おおみち）、御城下（おしろした）、毛勝（けがち）、小山（こやま）、申塚（さるづか）、清水（しみず）、下山（しもやま）、神明下（しんめいした）、築山（つきやま）、処寒（とこさぶ）、鳥居前（とりいまえ）、土明（どみょう）、七長（ななおさ）、西屋敷（にしやしき）、八幡下（はちまんした）、前畑（まえばた）、丸山（まるやま）、宮東（みやひがし）、蓮台（れんだい）
- 順海町（じゅんかいまち）
- 城崎町（しろさきちょう）：一～七丁目
- 新渡場（しんどば）：一・二丁目
- 新渡場町（しんどばちょう）：大西（おおにし）、地蔵前（じぞうまえ）、寅新田（とらしんでん）、中切（なかぎり）、万日（まんにち）、山新田（やましんでん）
- 新屋敷町（しんやしきちょう）
- 末広町（すえひろちょう）
- 菅原町（すがわらちょう）
- 須田町（すだちょう）
- 住崎（すみさき）：一～六丁目
- 住崎町（すみさきちょう）：荒子（あらこ）、掛下（かけした）、雁渕（がんぶち）、北畑（きたばた）、経塚（きょうづか）、郷中（ごうなか）、新切山（しんきりやま）、出崎（でざき）、飛八（とびはち）、流（ながれ）
- 住吉町（すみよしちょう）：一～七丁目
- 高砂町（たかさごちょう）
- 高畠町（たかばたちょう）：一～七丁目
- 千歳町（ちとせちょう）
- 丁田町（ちょうだちょう）：落（おち）、上ノ切（かみのきり）、五助（ごすけ）、中ノ切（なかのきり）、流（ながれ）、前通（まえどおり）、道東（みちひがし）、杢左（もくざ）、柳堂（やなぎどう）
- 鶴ヶ崎町（つるがさきちょう）
- 鶴城町（つるしろちょう）：一本松（いっぽんまつ）、丘（おか）、鶴城ヶ丘（かくじょうがおか）、上道天（かみどうてん）、北二ノ沢（きたにのさわ）、下道天（しもどうてん）、浄念塚（じょうねんづか）
- 鶴舞町（つるまいちょう）
- 天神町（てんじんちょう）
- 道光寺（どうこうじ）：一丁目
- 道光寺町（どうこうじちょう）：味山（あじやま）、北野（きたの）、郷中（ごうなか）、寺内下（じないした）、堰板（せぎいた）、天王下（てんのうした）、西縄（にしなわ）、東縄（ひがしなわ）、藪後（やぶご）、山田（やまだ）
- 戸ヶ崎（とがさき）：一～五丁目

- 戸ヶ崎町（とがさきちょう）：延命（えんめい）、大泡原（おおあわら）、亀田（かめだ）、清水（しみず）、城山（しろやま）、新荒子（しんあらこ）、宝美（たからみ）、堀合（ほりあい）、宮下（みやした）
- 徳次町（とくつぎちょう）：池田（いけだ）、円満寺（えんまんじ）、上十五夜（かみじゅうごや）、九伝（くでん）、小藪（こやぶ）、下十五夜（しもじゅうごや）、新田（しんでん）、地蔵（じぞう）、殿屋敷（とのやしき）、宮廻（みやまわり）、明大寺（みょうだいじ）
- 中原町（なかはらちょう）：荒子（あらこ）、有吉下（ありよしした）、郷合（ごうあい）、島崎（しまざき）、新田（しんでん）、新道（しんみち）、惣野山（そうのやま）、西田（にしだ）、半谷（はんや）、東田（ひがしだ）、堀割（ほりわり）、前畑（まえばた）、道東（みちひがし）、宮下（みやした）、村前（むらまえ）
- 中町（なかまち）
- 永吉（ながよし）：一～四丁目
- 永吉町（ながよしちょう）
- 花ノ木町（はなのきちょう）：一～七丁目
- 馬場町（ばばちょう）
- 法光寺町（ほうこうじちょう）：北西田（きたにしだ）、北山（きたやま）、五反田（ごたんだ）、住崎山（すみさきやま）、流（ながれ）、西田（にしだ）、西畑（にしばた）、西山（にしやま）、東田（ひがしだ）、東山（ひがしやま）、前畑（まえばた）、南田（みなみだ）、宮前（みやまえ）、屋敷（やしき）、楽縄手（らくなわて）
- 本町（ほんまち）
- 満全町（まんぜんちょう）
- 緑町（みどりまち）：一～五丁目
- 南旭町（みなみあさひまち）
- 宮町（みやまち）
- 矢曽根町（やぞねちょう）：赤地（あかち）、一本木（いっぽんぎ）、籠ヒデ（かごひで）、上前田（かみまえだ）、下前田（しもまえだ）、長配（ちょうはい）、寺後（てらご）、中ノ森（なかのもり）、長縄（ながなわ）、東田面（ひがしだめん）、東長縄（ひがしながなわ）、籾山（もみやま）、蓮雲寺（れんうんじ）
- 八ツ面町（やつおもてちょう）：市場（いちば）、臼子（うすご）、馬縄手（うまなわて）、梅之宮（うめのみや）、尾屋敷（おやしき）、貸売（かすがら）、上泡原（かみあわら）、上川畑（かみかわばた）、切戸（きれと）、熊子山（くまごやま）、蔵屋敷（くらやしき）、後土（ごど）、猿待（さるまち）、下泡原（しもあわら）、下川畑（しもかわばた）、新御堂（しんみどう）、外夜島（とやじま）、土井（どい）、八反田（はったんだ）、半ノ木下（はんのきした）、麓（ふもと）、松崎（まつざき）、松葉（まつば）、山下（やました）
- 矢場町（やばちょう）
- 弥生町（やよいちょう）
- 寄住町（よりずみちょう）：泡原（あわら）、金田（かねだ）、上田（かみだ）、柴草（しばくさ）、下田（しもだ）、神明（しんめい）、洲田（すだ）、佃（つくだ）、灯籠下（とうろうげ）、東浦（ひがしうら）、若宮（わかみや）
- 寄近町（よりちかちょう）：池田（いけだ）、池向（いけむかい）、上川田（かみかわだ）、郷西（ごうにし）、下川田（しもかわだ）、城崎（じょうさき）、堂本（どうもと）、中川田（なかかわだ）、中田島（なかたじま）、西大道（にしだいどう）
- 若松町（わかまつちょう）

### 平坂地区
- 奥田町（おくだちょう）：一～十丁目
- 小栗町（おぐりちょう）：上ノ切用水西（かみのきりようすいにし）、上流作（かみりゅうさく）、新切悪水東（しんきりあくすいひがし）、新切稲荷前（しんきりいなりまえ）、新切大道東（しんきりだいどうひがし）、新切用水東（しんきりようすいひがし）
- 上矢田町（かみやたちょう）：川原（かわら）、北野（きたの）、切神（きりがみ）、熊子（くまご）、郷後（ごううしろ）、郷前（ごうまえ）、五反田（ごたんだ）、斉田（さいでん）、汐川（しおかわ）、清水（しみず）、下汐川（しもしおかわ）、庄衛山（しょうえやま）、神明寺（しんみょうじ）、惣万田（そうまんだ）、寺後（てらご）、寺西（てらにし）、寺前（てらまえ）、西山（にしやま）、東出（ひがしで）、水向（みずむかい）、明伝（みょうでん）、山伏塚（やまぶしづか）
- 楠村町（くすむらちょう）：北荒子（きたあらこ）、北側（きたがわ）、北巴（きたどもえ）、北浜屋敷（きたはまやしき）、狐島（きつねじま）、三在（さんざい）、清水（しみず）、寺下（てらした）、寺前（てらまえ）、天神西（てんじんにし）、天神東（てんじんひがし）、天神前）、天満社（てんましゃ）、堂地（どうち）、西前田（にしまえだ）、野中（のなか）、東前田（ひがしまえだ）、前巴（まえどもえ）、南荒子（みなみあらこ）、南側（みなみがわ）、南浜屋敷（みなみはまやしき）、明神後（みょうじんご）、明神左右（みょうじんさゆう）、向山（むかいやま）、家下（やした）、山崎（やまざき）
- 国森町（くにもりちょう）：稲川（いながわ）、稲場（いなば）、切神（きりがみ）、郷北（ごうきた）、郷蔵南（ごうくらみなみ）、五枚田（ごまいだ）、百々（どうどう）、不動東（ふどうひがし）、矢作（やさく）
- 下矢田町（しもやたちょう）：荒川（あらかわ）、薄畑（うすばた）、円入庵（えんにゅうあん）、川田（かわだ）、川西（かわにし）、観音前（かんのんまえ）、岐路（ぎろ）、久多良解（くたらげ）、治部田（じぶた）、藤蔵（とうぞう）、西浦（にしうら）、野崎（のざき）、東野崎（ひがしのざき）、宮東（みやひがし）、六反田（ろくたんだ）

- 新在家（しんざいけ）：一丁目
- 新在家町（しんざいけちょう）：追羽（おっぱ）、上追羽（かみおっぱ）、上屋下（かみやした）、経塚（きょうづか）、三四山（さんしやま）、下屋下（しもやした）、中郷（なかごう）、中土井（なかどい）、中屋下（なかやした）、札山（ふだやま）、南郷（みなみごう）、箕輪（みのわ）、村北（むらきた）、屋下（やした）、蓮台（れんだい）
- 田貫（たぬき）：一～五丁目
- 田貫町（たぬきちょう）：市川原（いちがわら）、上野川（かみのかわ）、蒲田（がまた）、下縄（しもなわ）、下野川（しものかわ）、社口（しゃぐち）、新明（しんめい）、高畑（たかばた）、西荒古（にしあらこ）、西川原（にしがわら）、西之川（にしのかわ）、東荒古（ひがしあらこ）、東之川（ひがしのかわ）、東山（ひがしやま）、深田（ふかだ）、南山（みなみやま）、祐源（ゆうげん）
- 富山（とみやま）：一・二丁目
- 富山町（とみやまちょう）：池端（いけばた）、於三（おさん）、郷西（ごうにし）、銭成畑（ぜになりばた）、天神前（てんじんまえ）、東郷（とうごう）
- 中畑（なかばた）：一・二丁目
- 中畑町（なかばたちょう）：安左東（あんざひがし）、稲洲（いなす）、犬塚（いぬづか）、卯新田上（うしんでんかみ）、鵜ノ首（うのくび）、江口（えぐち）、大山（おおやま）、北側（きたがわ）、喜平前（きへいまえ）、小井戸（こいど）、小中（こなか）、郷蔵東（ごうくらひがし）、清水（しみず）、神明前（しんめいまえ）、西側（にしがわ）、二割（にわり）、浜田上（はまだかみ）、浜田下（はまだしも）、東側（ひがしがわ）、細田（ほそだ）、前山（まえやま）、水荒井（みずあらい）、南側（みなみがわ）、宮西（みやにし）、宮東（みやひがし）、宮前（みやまえ）、向野（むけの）、家下（やした）、矢無（やなし）、六斗蒔（ろくとまき）
- 西奥田町（にしおくだちょう）：一～四丁目、一番割（いちばんわり）～九番割（きゅうばんわり）

- 西小梛町（にしこなぎちょう）：一～九丁目、一番割（いちばんわり）、上イノ割（かみいのわり）、申改（さるあらため）、三ノ切いノ割（さんのきりいのわり）、道場前（どうじょうまえ）、己改（みあらため）、ロノ割（ろのわり）
- 羽塚町（はつかちょう）：稲荷山（いなりやま）、喜多王東（きたおうひがし）、北側（きたがわ）、産畑（さんばた）、新坂（しんさか）、大道東（だいどうひがし）、寅山（とらやま）、西新田（にししんでん）、東山（ひがしやま）、本郷（ほんごう）、坊山（ぼうやま）、宮前（みやまえ）、林西（りんざい）
- 羽塚西ノ山（はつかにしのやま）：一・二丁目
- 平坂町（へいさかちょう）：一ノ切（いちのきり）、牛起（うしおこし）、午築地（うまつきじ）、奥背戸（おくせど）、奥辰（おくたつ）、奥天神（おくてんじん）、上縄（かみなわ）、烏多（からすだ）、北新田（きたしんでん）、北新町（きたしんまち）、北町（きたまち）、熊野（くまの）、熊野後（くまのご）、古新田（こしんでん）、胡麻成（ごまなり）、坂下（さかした）、三ノ切（さんのきり）、下縄（しもなわ）、新町（しんまち）、空町（そらまち）、辰御当（たつみとう）、茶林（ちゃばやし）、地領分（ちりょうぶん）、堤根敷（つつみねしき）、鳥取（とりとり）、中奥（なかおく）、梨子山（なしやま）、七良清水（なならしみず）、並木切添（なみききりぞえ）、二ノ切（にのきり）、如月（にょげつ）、帆平山（はんぺいやま）、梅旭（ばいぎょく）、細出（ほそで）、丸山（まるやま）、御中（みなか）、向山（むかいやま）、家下（やした）、山崎（やまざき）、山下谷（やましただに）、吉山（よしやま）、輪当（りんどう）
- 平坂吉山（へいさかよしやま）：一・二丁目
- 港町（みなとまち）
- 南奥田町（みなみおくだちょう）：新田西（しんでんにし）、新田東（しんでんひがし）、
- 矢田（やた）：一・二丁目

### 寺津地区
- 刈宿町（かりやどちょう）：後畑（うしろばた）、上浜田（かみはまだ）、川原（かわら）、蒲田（がまだ）、敷田（しきでん）、下川田（しもかわだ）、下浜田（しもはまだ）、新割（しんわり）、高畑（たかばた）、出口（でぐち）、長割（ながわり）、西弥治（にしやじ）、東長（ひがしおさ）、東弥治（ひがしやじ）、百々（もも）

- 巨海町（こみちょう）：天堀（あまぼり）、池田（いけだ）、泉田（いずみだ）、一沖（いちおき）、一高（いちだか）、大口（おおくち）、上縄（かみなわ）、北河原（きたかわら）、北浜田（きたはまだ）、北脇（きたわき）、佐円（さえん）、三沖（さんおき）、三高（さんだか）、下縄（しもなわ）、中河原（なかかわら）、中縄（なかなわ）、西古川（にしふるかわ）、西脇（にしわき）、西割（にしわり）、東古川（ひがしふるかわ）、東脇（ひがしわき）、東割（ひがしわり）、南河原（みなみかわら）、南浜田（みなみはまだ）、宮岸（みやぎし）、宮東（みやひがし）、宮前（みやまえ）、森越（もりこし）、若宮西（わかみやにし）

- 寺津（てらづ）：一～六丁目

- 寺津町（てらづちょう）：一ノ割（いちのわり）、二ノ割（にのわり）、三ノ割横道東（さんのわりよこみちひがし）、四ノ割横道東（よんのわりよこみちひがし）、四ノ割横道西（よんのわりよこみちにし）、五ノ割横道西（ごのわりよこみちにし）、圦の口（いりのくち）、起帰（おきかえり）、御屋敷（おやしき）、亀井（かめい）、枯木（かれき）、観音東（かんのんひがし）、北若王子（きたなこじ）、北若王子西（きたなこじにし）、北馬場（きたばば）、狐塚（きつねづか）、五十間（ごじゅっけん）、五十間南（ごじゅっけんみなみ）、新小家（しんごや）、神明下（しんめいした）、十三間（じゅうさんげん）、十三間続（じゅうさんげんつづき）、十三塚（じゅうさんづか）、除地（じょち）、大明神（だいみょうじん）、寺後（てらご）、天王山（てんのうやま）、田地山（でんじやま）、徳永堺（とくながさかい）、飛越（とびこし）、流（ながれ）、縄田（なわだ）、西市場（にしいちば）、西一割（にしいちわり）、二丁（にちょう）、白山（はくさん）、浜北（はまきた）、浜南（はまみなみ）、二ツ家（ふたつや）、南若王子（みなみなこじ）、南馬場（みなみばば）、美之掛（みのかけ）、宮越（みやこし）、矢田堺（やたざかい）、山寺（やまでら）、山寺前（やまでらまえ）

- 徳永町（とくながちょう）：稲場（いなば）、大塚（おおつか）、欠下（かけした）、北屋敷（きたやしき）、喜路（きろ）、五斗蒔（ごとまき）、仲屋敷（なかやしき）、西側（にしがわ）、鼻欠（はなかけ）、東側（ひがしがわ）、宝前（ほうせん）、八ツ田（やつだ）

- 中根町（なかねちょう）：一ノ割東（いちのわりひがし）、一ノ割西（いちのわりにし）、二ノ割東（にのわりひがし）、二ノ割西（にのわりにし）、三ノ割西（さんのわりにし）、三ノ割南（さんのわりみなみ）、三ノ割北（さんのわりきた）、四ノ割東（よんのわりひがし）、四ノ割西（よんのわりにし）、中根（なかね）

### 福地地区
- 市子町（いちごちょう）：稲荷（いなり）、大宮西（おおみやにし）、大宮東（おおみやひがし）、落合（おちあい）、折戸（おりど）、上川田（かみかわだ）、惣作（そうさく）、天白（てんぱく）、出薮（でやぶ）、西蓑手（にしみのて）、白山西（はくさんにし）、白山東（はくさんひがし）、平加（ひらか）、真菰瀬（まこもせ）、薬師（やくし）
- 鵜ヶ池町（うがいけちょう）：上屋敷（かみやしき）、茅場（かやば）、源左（げんざ）、五林（ごりん）、神明前（しんめいまえ）、大道（だいどう）、天神前（てんじんまえ）、出口（でぐち）、中通（なかどおり）、中屋敷（なかやしき）、西川（にしかわ）、柳田（やなぎだ）、鑓ヶ崎（やりがさき）、六畝（ろくせ）
- 鎌谷町（かまやちょう）：池田（いけだ）、榎島（えのきしま）、大河田（おおかわだ）、大縄（おおなわ）、北屋敷（きたやしき）、巡見（じゅんけん）、巡見道下（じゅんけんみちした）、大明神（だいみょうじん）、藤太池（とうたいけ）、道入（どうにゅう）、中屋敷（なかやしき）、元屋敷（もとやしき）
- 上道目記町（かみどうめきちょう）：池田（いけだ）、上市場（かみいちば）、上新田（かみしんでん）、北後（きたうしろ）、下市場（しもいちば）、下新田（しもしんでん）、竹ノ花（たけのはな）、中屋敷（なかやしき）、流（ながれ）、宝六（ほうろく）、四縄（よなわ）
- 川口町（かわぐちちょう）：浅間（あさま）、五六（ごろく）、神明（しんめい）、中切（なかぎり）、中西（なかにし）、平池（ひらいけ）、松原（まつばら）、宮前（みやまえ）
- 行用町（ぎょうようちょう）：揚西（あげにし）、荒子（あらこ）、池田（いけだ）、於莓（おごけ）、上山（かみやま）、喜右山（きえやま）、京太郎（きょうたろう）、玄海（げんかい）、高野山（こうのやま）、七右山（しちえやま）、下山（しもやま）、地尻（じしり）、外野（そとの）、出口（でぐち）、殿山（とのやま）、名飯（なめし）、西京太郎（にしきょうたろう）、西長池（にしながいけ）、西屋敷（にしやしき）、茨坪（ばらつぼ）、東長池（ひがしながいけ）、東縄（ひがしなわ）、東屋敷（ひがしやしき）、広江（ひろえ）、見セ田（みせだ）、南長池（みなみながいけ）、宮前（みやまえ）
- 小焼野町（こやけのちょう）：井ノ上（いのうえ）、北川（きたがわ）、郷前（ごうまえ）、西川（にしがわ）、西切（にしきり）、東川（ひがしかわ）、東切（ひがしきり）、南川（みなみがわ）、宮前（みやまえ）

- 斉藤町（さいとうちょう）：大割（おおわり）、上縄（かみなわ）、上吹（かみぶき）、郷中（ごうなか）、下側（しもがわ）、下縄（しもなわ）、新田（しんでん）、羽根戸（はねと）、前田（まえだ）、向縄（むけなわ）、柳原（やなぎはら）
- 笹曽根町（ささぞねちょう）：相丸（あいまる）、赤類（あがる）、池田（いけだ）、圦下（いりした）、上河原（かみがわら）、上新畑（かみしんばた）、河新田（かわしんでん）、川中島（かわなかじま）、雁守（がんもり）、郷東（ごうひがし）、下河原（しもがわら）、下新畑（しもしんばた）、寺前（てらまえ）、中田東（なかたひがし）、中屋敷（なかやしき）、西落合（にしおちあい）、西屋敷（にしやしき）、東落合（ひがしおちあい）、東屋敷（ひがしやしき）、松山（まつやま）、柳添（やなぎぞえ）、横堤（よこづつみ）
- 下道目記町（しもどうめきちょう）：池田（いけだ）、上川田（かみかわだ）、神田（しんでん）、西裏（にしうら）、東裏（ひがしうら）、法六（ほうろく）、山畔（やまぐろ）
- 十郎島町（じゅうろうしまちょう）：茅場（かやば）、北屋敷（きたやしき）、郷西（ごうにし）、下縄（しもなわ）、寺島（てらじま）、長池（ながいけ）、平地（へち）、南屋敷（みなみやしき）
- 須脇町（すわきちょう）：大境（おおざかい）、落（おち）、上池田（かみいけだ）、上新田（かみしんでん）、下池田（しもいけだ）、下新田（しもしんでん）、高河原（たかがわら）、流（ながれ）
- 宅野島町（たくのしまちょう）：荒子（あらこ）、上新田（かみしんでん）、郷中（ごうなか）、郷西（ごうにし）、新田（しんでん）、田貝（たがい）、出先（でさき）、前田（まえだ）、宮前（みやまえ）、家下（やした）
- 長縄町（ながなわちょう）：揚畑（あげはた）、井ノ元（いのもと）、落合（おちあい）、鍵島（かぎしま）、汐川（しおかわ）、玉屋（たまや）、道徳（どうとく）、流レ（ながれ）、七ツ田（ななつだ）、西落（にしおち）、西縄（にしなわ）、東落（ひがしおち）、丸堀（まるぼり）
- 熱池町（にいけちょう）：奥屋（おくや）、落（おち）、上新田（かみしんでん）、源田前（げんだまえ）、古新田（こしんでん）、神田（じんでん）、天白（てんぱく）、中切（なかぎり）、西切（にしぎり）、東切（ひがしぎり）、道下（みちした）

- 野々宮町（ののみやちょう）：尾竹（おたけ）、上落（かみおち）、北大割（きたおおわり）、北川（きたがわ）、間尻（けんじり）、越地野（こちの）、斎藤泓（さいとうぶけ）、下宮東（しもみやひがし）、茶木（ちゃき）、百苅（ひゃくかり）、平目（ひらめ）、宮東（みやひがし）
- 八ヶ尻町（はちがしりちょう）：川新田（かわしんでん）、喜右田（きえだ）、子捨野（こすての）、郷中（ごうなか）、堤東（つつみひがし）、前田（まえだ）
- 菱池町（ひしいけちょう）：池ぞい（いけぞい）、一丁縄（いっちょうなわ）、大坪（おおつぼ）、落（おち）、新田（しんでん）、洲崎（すさき）、外河原（そとがわら）、大道（だいどう）、中河原（なかがわら）、信戸（のぶと）、蜂ノ尻（はちのしり）、平池（ひらいけ）、六反縄（ろくたんなわ）
- 平口町（ひらくちちょう）：赤池（あかいけ）、大溝（おおみぞ）、奥川（おくかわ）、川原（かわら）、雁守（がんもり）、新田東（しんでんひがし）、神明東（しんめいひがし）、天王前（てんのうまえ）、仏照伝（ぶっしょうでん）、豆地（まめち）、南川（みなみがわ）、向（むかい）、蓮台（れんだい）、渡地（わたりじ）
- 深池町（ふかいけちょう）：江原地（えわらじ）、上口（かみくち）、柄洲（からす）、北後（きたうしろ）、腐田（くさりだ）、構ノ内（こうのうち）、小橋（こばし）、五六（ごろく）、新道（しんみち）、神田（じんでん）、長縄（ながなわ）、西ヶ崎（にしがさき）、東浦（ひがしうら）、道池（みちいけ）、与田（よだ）
- 細池町（ほそいけちょう）：江畠（えばた）、大圦下（おおいりした）、沖田（おきた）、北高洲（きたこうず）、高洲（こうず）、郷西（ごうにし）、正善坊（しょうぜんぼう）、神明（しんめい）、十良山（じゅうろうやま）、天神東（てんじんひがし）、央（なかば）、東川（ひがしがわ）、東堤（ひがしつつみ）、南側（みなみがわ）、宮前（みやまえ）、家下（やした）
- 横手町（よこてちょう）：池田（いけだ）、市川田（いちかわだ）、内泓（うちぶけ）、大縄（おおなわ）、上泓（かみぶけ）、川西新田（かわにししんでん）、川東新田（かわひがししんでん）、北屋敷（きたやしき）、古泓（こぶけ）、下泓（しもぶけ）、銭亀（ぜんがめ）、出屋敷（でやしき）、二反田（にたんだ）、畑割（はたわり）、溝東（みぞひがし）、元屋敷（もとやしき）

### 室場地区
- 家武町（えたけちょう）：居成山（いなりやま）、大坪（おおつぼ）、小草（おぐさ）、落合（おちあい）、上水入（かみみずいれ）、川田（かわだ）、下水入（しもみずいれ）、砂田（すなだ）、中川原（なかがわら）、長台（ながだい）、投引（なげひき）、西成合（にしなりあい）、八幡山（はちまんやま）、茨坪（ばらつぼ）、東成合（ひがしなりあい）、深篠（ふかしの）、札木（ふだぎ）、向山（むかいやま）、柳本（やなぎもと）
- 駒場町（こまんばちょう）：荒子（あらこ）、後畑（うしろばた）、永良寺（えいろじ）、榎木島（えのきじま）、大縄（おおなわ）、公田池田（こうでんいけだ）、五反田（ごたんだ）、四石目（しこくめ）、旦過前（たんがまえ）、七ツ田（ななつだ）、東公田池田（ひがしこうでんいけだ）、東山（ひがしやま）、無字名（むじな）、屋敷（やしき）
- 善明町（ぜんみょうちょう）：新井（あらい）、石塚（いしづか）、一本松（いっぽんまつ）、上深（かみぶけ）、小金（こがね）、五反田（ごたんだ）、下川田（しもかわだ）、下深（しもぶけ）、高畑（たかばた）、中根原（なかねがはら）、琵琶島（びわじま）、本郷（ほんごう）、南山田（みなみやまだ）、宮下（みやした）、明ヶ入（みょうがいり）、山田（やまだ）

- 花蔵寺町（けぞうじちょう）：上島（かみじま）、上島南（かみじまみなみ）、五貫目（ごかんめ）、五貫目東（ごかんめひがし）、権十（ごんじゅう）、下堀田（しもほりた）、外平子（そとひらこ）、寺前（てらまえ）、梨ノ木（なしのき）、西島（にしじま）、西島南（にしじまみなみ）、枇杷島（びわじま）、古川（ふるかわ）、（宮後（みやうしろ）、宮東（みやひがし）、宮前（みやまえ）、屋口（やぐち）
- 平原町（ひらはらちょう）
- 室町（むろちょう）：赤渋（あかしぶ）、折地（おりじ）、上屋敷（かみやしき）、茅野（かやの）、北裏（きたうら）、雲地（くもじ）、西城（さいじょう）、下野（しもの）、下屋敷（しもやしき）、寺畑（てらばた）、中川原（なかがわら）、中屋敷（なかやしき）、長割（ながわり）、波落（なみおち）、東一色（ひがしいっしき）、東毘沙門（ひがしびしゃもん）、別曽（べつそ）、宮下（みやした）、向田（むかいだ）、横縄手（よこなわて）、四ツ田（よつだ）
- つくしが丘（つくしがおか）：一・五・六丁目

### 三和地区
- 江原町（えわらちょう）：穴田（あなだ）、井ノ下新田（いのしたしんでん）、御浦（おうら）、上荒井前（かみあらいまえ）、川流（かわながれ）、米野前（こめのまえ）、後合田（ごあいだ）、五六（ごろく）、中塚田（なかつかだ）、西柄（にしがら）、西塚田（にしつかだ）、野中（のなか）、蓮池新田（はすいけしんでん）、東浦（ひがしうら）、東塚田（ひがしつかだ）、古川新田（ふるかわしんでん）、宮後（みやご）、宮前（みやまえ）、焼野（やけの）、屋敷（やしき）、柳原（やなぎはら）、山道（やまみち）
- 大和田町（おおわだちょう）：壱番割（いちばんわり）、大屋敷（おおやしき）、上新田（かみしんでん）、下法（げっぽう）、下新田（しもしんでん）、弐番割（にばんわり）、宮越（みやこし）
- 岡島町（おかじまちょう）：郷西（ごうにし）、郷東（ごうひがし）、天保（てんぽ）、西寄田（にしよせだ）、東寄田（ひがしよせだ）、見晴（みはらし）、宮西（みやにし）、八縄（やなわ）、竜宮池（りゅうぐういけ）
- 小島町（おじまちょう）：円明（えんみょう）、大川畔（おおかわぐろ）、大迫間（おおばさん）、岡之山（おかのやま）、落合（おちあい）、柏（かしわ）、川田（かわだ）、北裏（きたうら）、郷前（ごうまえ）、下川（しもかわ）、下西（しもにし）、城越（しろこし）、城下（しろした）、城山（しろやま）、寺内（じない）、洲ヶ崎（すがさき）、大郷（だいごう）、永吉（ながよし）、二ヶ崎（にがさき）、西堤畔（にしていはん）、東川田（ひがしかわだ）、船向（ふなむかい）、本郷（ほんごう）、向山（むかいやま）、屋下（やした）、薮下（やぶした）、山内（やまない）
- 尾花町（おばなちょう）：右エ門九（うえもんく）、内野（うちの）、上池田（かみいけだ）、下池田（しもいけだ）、前砂地（まえすなじ）
- 貝吹町（かいふくちょう）：荒子（あらこ）、入（いり）、江口（えぐち）、大牛切（おおうしきり）、金葛（かなくず）、上落（かみおち）、残塚（ざんづか）、下落（しもおち）、西郷廻（にしごうまわり）、東郷廻（ひがしごうまわり）、前田（まえだ）、万灯山（まんとうざん）、柳元（やなぎもと）、油ノ木（ゆのき）

- 上永良町（かみながらちょう）：井ノ下（いのした）、大坪（おおつぼ）、柿田（かきた）、勝田池（かつたいけ）、川向（かわむかい）、北廻（きたまわり）、九斗目（くとめ）、古海道（こかいどう）、五反田（ごたんだ）、大日（だいにち）、天白（てんぱく）、流落（ながれおち）、西追訳（にしおいわけ）、西半ノ宮（にしはんのみや）、蓮池（はすいけ）、東追訳（ひがしおいわけ）、東半ノ宮（ひがしはんのみや）、松葉崎（まつばさき）、宮西（みやにし）、宮東（みやひがし）、六反（ろくたん）
- 上羽角町（かみはすみちょう）：池下（いけした）、後畑（うしろばた）、風越（かざこし）、釜田（かまだ）、河原（かわら）、河原田（かわらだ）、小山崎（こやまざき）、郷内（ごうない）、郷東（ごうひがし）、三ノ山（さんのやま）、中落（なかおち）、中道（なかみち）、成沢（なるさわ）、花ノ木（はなのき）、羽根山（はねやま）、馬頭（ばとう）、湯田（ゆうでん）
- 米野町（こめのちょう）：内田（うちでん）、小向（こむかい）、下野（しもの）、下ノ切（しものきり）、大道（だいどう）、茶畑（ちゃばた）、長右エ門東（ちょうえもんひがし）、土井ノ内（どいのうち）、野々内（ののうち）、藤塚（ふじつか）、松葉内（まつばない）
- 下永良町（しもながらちょう）：永良寺（えいろうじ）、御墓西（おはかにし）、河原崎（かわらざき）、才目池（さいもくいけ）、下落（しもおち）、先祖（せんぞ）、外野（そとの）、丹過（たんが）、鎮守（ちんじゅ）、西後落（にしごおち）、八石目（はちこくめ）、半野宮（はんのみや）、広畑（ひろはた）、藤下（ふじした）
- 下羽角町（しもはすみちょう）：岩谷（いわや）、大縄（おおなわ）、雲母落（きららおち）、郷外（ごうがい）、郷内（ごうない）、五釜（ごがま）、下落（しもおち）、住崎（すみさき）、高籏（たかはた）、長崎（ながさき）、七曲り（ななまがり）、前山（まえやま）、六反（ろくたん）
- 新村町（しんむらちょう）：郷東（ごうひがし）、散田（さんで）、辻（つじ）、土井野（どいの）、元屋敷（もとやしき）、山屋敷（やまやしき）、四ツ井戸（よついど）

- 高落町（たかおちちょう）：後田（うしろだ）、河原前（かわらまえ）、郷前（ごうまえ）、三反縄（さんたんなわ）、堤外（ていがい）、西田（にしだ）、水崎（みずさき）、宮本（みやもと）、向（むかい）、屋敷（やしき）
- 高河原町（たかがわらちょう）：内野（うちの）、埋田（うめだ）、大野（おおの）、押附（おしつけ）、籠田（かごた）、上野（かみの）、川向（かわむかい）、外野（そとの）、鎮守（ちんじゅ）、中川原（なかがわら）、向野（むかいの）、柳原（やなぎはら）
- つくしが丘（つくしがおか）：二～四丁目
- 西浅井町（にしあざいちょう）：阿原（あわら）、円明（えんみょう）、尾ヶ山（おがやま）、干地（かんじ）、楠ヶ崎（くすがさき）、鴻ノ巣（こうのす）、古切戸（こきれど）、古城（こじろ）、郷内（ごうない）、郷西田（ごうにしだ）、坂側（さかがわ）、坂下（さかした）、下川原（しもがわら）、城子（しろこ）、新切（しんきり）、蛇池（じゃいけ）、外林（そとばやし）、峠（とうげ）、道坂（どうさか）、二川崎（にがさき）、西田（にしだ）、羽佐板（はさいた）、東藤宿（ひがしふじやど）、藤宿（ふじやど）、札木（ふだき）、宮下（みやした）、山之腰（みやのこし）、四ツ井（よつい）、若子（わかご）
- 東浅井町（ひがしあざいちょう）：一本木（いっぽんぎ）、上野（かみの）、川畔（かわぐろ）、楠ヶ崎（くすがさき）、五砂山（ごさやま）、高畑（たかばた）、堤内（ていない）、外山（そとやま）、西山（にしやま）、不毛（ふもう）、南山下（みなみやました）、薮下（やぶした）
- 和気町（わきちょう）：梅田（うめだ）、北裏（きたうら）、新出（しんで）、堤外大縄場（ていがいおおなわば）、堤外川田（ていがいかわだ）、内藤地（ないとうじ）、中道（なかみち）、長畑（ながばた）、横（よこ）、葭野（よしの）

### 米津地区
- 南中根町（みなみなかねちょう）：荒子（あらこ）、居山（いやま）、貝ス（かいす）、小脇（こわき）、小割（こわり）、五ヶ野（ごかの）、銭入（せんにゅう）、曽根（そね）、長仙（ちょうせん）、仲山（なかやま）、長割（ながわれ）、林（はやし）、東割（ひがしわれ）、前田（まえだ）、道合（みちあい）、山畑（やまはた）
- 米津町（よねづちょう）：赤兀（あかはげ）、雨堀（あまぼり）、荒井（あらい）、荒子（あらこ）、池田（いけだ）、入船（いりふね）、大島（おおじま）、落合（おちあい）、上泡原（かみあらわ）、川向（かわむかい）、北浦（きたうら）、久手（くて）、蔵屋敷（くらやしき）、郷西（ごうにし）、五郎田（ごろうた）、桜道（さくらみち）、里（さと）、白沢（しろさわ）、順縄（じゅんなわ）、種木（たねぎ）、天竺桂（たものき）、樋崎（といさき）、渡場（どば）、仲ノ畑（なかのはた）、西大狼（にしおおかみ）、野寺道（のでらみち）、蓮池（はすいけ）、八百目（はっぴゃくめ）、東大狼（ひがしおおかみ）、丸之内（まるのうち）、宮浦（みやうら）、宮東（みやひがし）、宮前（みやまえ）、家下（やした）蓮台（れんだい）

### 一色地区
- 一色町赤羽（いっしきちょうあかばね）：後田（うしろだ）、内川（うちかわ）、遠ノ子（えんのこ））、大戸前川向（おおどまえかわむこう）、上郷中（かみごうちゅう）、上割（かみわり）、河田（かわだ）、北荒子（きたあらこ）、郷中（ごうなか）、下川田（しもかわた）、下郷中（しもごうちゅう）、城ヶ下（じょうがした）、西乾地（にしかんち）、西下浜（にししもはま）、浜田（はまだ）、浜割（はまわり）、稗田（ひえだ）、東乾地（ひがしかんち）、二ツ合（ふたつあい）、本川（ほんかわ）、水出（みずだし）、南荒子（みなみあらこ）
- 一色町生田（いっしきちょういくた）：案子東（あんずひがし）、一ノ切（いちのきり）、一ノ割（いちのわり）、官地拝借無番地（かんちはいしゃくむばんち）、千生新田（せんしょうしんでん）、竹生新田（ちくぶしんでん）、中萱野（なかかやの）、西萱野（にしかやの）、西高前（にしだかまえ）、東萱野（ひがしかやの）、真野新田（まのしんでん）、宮西（みやにし）、宮東（みやひがし）
- 一色町池田（いっしきちょういけだ）：池丑新田（いけうしんでん）、市場（いちば）、丑新田（うしんでん）、後河（うしろがわ）、埋田（うもれた）、大野内（おおのうち）、上河田（かみかわた）、郷戸後（ごうどうしろ）、権現（ごんげん）、三町田（さんちょうだ）、下河田（しもかわた）、須合（すあい）、反渕（たんぶち）、寺後（てらうしろ）、寺西（てらにし）、天神西（てんじんにし）、長筬（ながおさ）、西荒子（にしあらこ）、西八反（にしはったん）、二反田（にたんだ）、八王寺（はちおうじ）、東八反（ひがしはったん）、松原（まつばら）、松節（まつぶし）、御堂回（みどうまわり）、宮前（みやまえ）、宮回（、みやまわり）、野惣（やそう）、友伝（ゆうでん）
- 一色町一色（いっしきちょういっしき）：亥新田（いしんでん）、市助（いちすけ）、伊那跨（いなまたぎ）、上屋敷（かみやしき）、乾地（かんち）、古新田（こしんでん）、下乾地（しもかんち）、下屋敷（しもやしき）、中屋敷（なかやしき）、西荒子（にしあらこ）、西塩浜（にししおはま）、西屋敷（にしやしき）、番城（ばんじょう）、東荒子（ひがしあらこ）、東上二割（ひがしかみにわり）、東塩浜（ひがししおはま）、東下二割（ひがししもにわり）、東前新田（ひがしまえしんでん）、未荒子（ひつじあらこ）、船入（ふないり）、前新田（まえしんでん）、松荒子（まつあらこ）、南屋敷（みなみやしき）、間浜畑（まはまばた）、南屋敷（みなみやしき）、宮添（みやぞえ）、山荒子（やまあらこ）
- 一色町大塚（いっしきちょうおおつか）：相丸（あいまる）、赤西（あかにし）、伊佐新田（いさしんでん）、稲場（いなば）、井ノ下（いのした）、上野新田（うえのしんでん）、大坪（おおつぼ）、金田（かねた）、上古新（かみこしん）、河田（かわた）、下古新（しもこしん）、惣池（そういけ）、竹荒井（たけあらい）、手作（てさく）、長池（ながいけ）、西相丸（にしあいまる）、西池（にしいけ）、浜田（はまた）、七反（ひちたん）、古川（ふるかわ）、古野（ふるの）、宮前（みやまえ）
- 一色町開正（いっしきちょうかいしょう）：荒田（あらた）、大江（おおえ）、川田（かわた）、河原畑（かわはらばた）、北江（きたえ）、北縄（きたなわ）、行用前（ぎょうようまえ）、荒神坪（こうじんつぼ）、細工屋敷（さいくやしき）、三右（さんう）、下ノ郷（しものごう）、杉浦（すぎうら）、出口（でぐち）、長刀曲輪（なぎなたぐるわ）、西縄（にしなわ）、橋上（はしがみ）、末宝（まつぼう）、村西（むらにし）、屋敷（やしき）、屋敷曲輪（やしきぐるわ）、弥助田（やすけだ）、與七（よしち）

- 一色町小藪（いっしきちょうこやぶ）：会所前（かいしょまえ）、清水上（しみずかみ）、清水下（しみずしも）、西五町分（にしごちょうぶん）、東実録（ひがしみろく）、船江西（ふなえにし）、船江東（ふなえひがし）、宮西（みやにし）、宮前（みやまえ）、用水（ようすい）、用水下（ようすいしも）
- 一色町坂田新田（いっしきちょうさかたしんでん）：沖向（おきむかい）、御境（おさかい）、小家前（こやまえ）、築合（つきあわせ）、西江（にしえ）
- 一色町酒手島（いっしきちょうさかてじま）：官地拝借無番地（かんちはいしゃくむばんち）、鳥山中通（とりやまなかどおり）、鳥山西通（とりやまにしどおり）、鳥山東通（とりやまひがしどおり）、鳥山屋敷（とりやまやしき）、西上通（にしかみどおり）、西芝野通（にししばのどおり）、西下通（にししもどおり）、西中通（にしなかどおり）、西前通（にしまえどおり）、東上通（ひがしかみどおり）、東芝野通（ひがししばのどおり）、東下通（ひがししもどおり）、東中通（ひがしなかどおり）、東前通（ひがしまえどおり）
- 一色町佐久島（いっしきちょうさくしま）：秋葉山（あきばやま）、足亀（あしがめ）、石垣（いしがき）、逸崎（いつざき）、入ヶ浦（いりがうら）、後口（うしろぐち）、江名（えな）、遠田山（えんだやま）、大島（おおしま）、大山（おおやま）、小浜（おはま）、掛梨（かけなし）、影無（かげなし）、上遠田（かみえんだ）、久保井（くぼい）、古々畑（ここばた）、重貫（しげつら）、下遠田（しもえんだ）、白浜（しらはま）、外浦（そとうら）、立岩（たていわ）、丹梨（たんなし）、珍蒔（ちんまき）、筒島（つつじま）、土井木（どいき）、中野（なかの）、中屋敷（なかやしき）、波ヶ崎（なんがさき）、新谷（にいや）、西側（にしがわ）、西平地（にしひらち）、西屋敷（にしやしき）、半内（はんない）、東浦（ひがしうら）、東側（ひがしがわ）、東海道（ひがしげいど）、東屋敷（ひがしやしき）、平古（ひらこ）、平地（ひらち）、富士山（ふじやま）、前田（まえだ）、松葉（まつば）、山ノ田（やまのだ）
- 一色町治明（いっしきちょうじめい）：丑北（うしきた）、丑新田北ノ切（うしんでんきたのきり）、丑新田中ノ切（うしんでんなかのきり）、丑新田南ノ切（うしんでんみなみのきり）、丑中（うしなか）、丑南（うしみなみ）、大江（おおえ）、大戸前（おおどまえ）、川田（かわだ）、北ス（きたす）、北通縄（きたとおりなわ）、北浜（きたはま）、北屋敷（きたやしき）、九平山（くへいやま）、古畔（こあぜ）、社西（しゃにし）、新切（しんきり）、銭成（せんなり）、出口（でぐち）、通縄（とおりなわ）、西側（にしがわ）、東川田（ひがしかわだ）、東側（ひがしがわ）、本地（ほんじ）、宮後（みやうしろ）、村前（むらまえ）、屋敷（やしき）
- 一色町千間（いっしきちょうせんげん）：戌改上（いぬあらためかみ）、戌改下（いぬあらためしも）、上通中（かみどおりなか）、上通西（かみどおりにし）、上通東（かみどおりひがし）、古浜（こはま）、小柳（こやなぎ）、下通中（しもどおりなか）、下通西（しもどおりにし）、下通東（しもどおりひがし）、千生新田（せんしょうしんでん）、二重堤官地拝借無番地（にじゅうていかんちはいしゃくむばんち）、屋舗通（やほどおり）
- 一色町宗五郎（いっしきちょうそうごろう）：上大山（かみおおやま）、笹山西（ささやまにし）、下大山（しもおおやま）、新田（しんでん）、西浦（にしうら）、宮前（みやまえ）、屋敷（やしき）

- 一色町対米（いっしきちょうついごめ）：市場口（いちばぐち）、丑新田（うししんでん）、後川（うしろがわ）、雨溜（うだれ）、大屋敷（おおやしき）、蒲池（がまいけ）、九郎左（くろうざ）、五太（ごた）、三斗蒔（さんとまき）、洲田（すだ）、辻田（つじた）、堤堪（つつみたおし）、寺前（てらまえ）、中野（なかの）、長池（ながいけ）、念仏（ねんぶつ）、東蒲池（ひがしがまいけ）、七古新田（ひちこしんでん）、船原（ふなばら）
- 一色町中外沢（いっしきちょうなかとざわ）：壱町割（いっちょうわり）、イノ割（いのわり）、上大割（かみおおわり）、上銭成（かみせんなり）、上羽瀬（かみばせ）、五町分（ごちょうぶ）、下大割（しもおおわり）、下銭成（しもせんなり）、下長割（しもながわり）、下羽瀬（しもばせ）、下割（しもわり）、自休（じきゅう）、外割（そとわり）、中大割（なかおおわり）、中割（なかわり）、長洲（ながす）、二割（にわり）、元銭成（もとせんなり）、ロノ割（ろのわり）
- 一色町野田（いっしきちょうのだ）：上野田（かみのだ）、小島口（こじまぐち）、下野田（しものだ）、堤外（ていがい）、中野田（なかのだ）、寄神（よりがみ）
- 一色町藤江（いっしきちょうふじえ）：大山（おおやま）、上西（かみにし）、上東（かみひがし）、上元〆（かみもとじめ）、蛇池（じゃいけ）、惣助割（そうすけわり）、東新切（ひがししんぎり）、百間（ひゃっけん）、宮西（みやにし）
- 一色町細川（いっしきちょうほそかわ）：一ノ割（いちのわり）～四ノ割（よんのわり）、大岡一ノ割（おおおかいちのわり）～大岡六ノ割（おおおかろくのわり）、三番割、三番割下（さんばんわりしも）、四番割（ごばんわり）～七番割（ななばんわり）、汐浜（しおはま）、汐浜下（しおはましも）、西実録（にしみろく）
- 一色町前野（いっしきちょうまえの）：荒子（あらこ）、川原（かわはら）、下新田（しもしんでん）、新田（しんでん）、端田（はしだ）、東浦（ひがしうら）、屋敷（やしき）
- 一色町松木島（いっしきちょうまつきじま）：榎（えのき）、上汐田（かみしおた）、九軒前（きゅうけんまえ）、下汐田（しもしおた）、自分山（じぶんやま）、中切（なかぎり）、西友（にしとも）、松ヶ境（まつがさかい）、丸山（まるやま）、宮東（みやひがし）
- 一色町養ヶ島（いっしきちょうよがしま）：一ノ割（いちのわり）、郷西（ごうにし）、郷前（ごうまえ）、西島（にしじま）、二ノ割（にのわり）、東島（ひがしじま）、古川（ふるかわ）

### 吉良地区
- 吉良町饗庭（きらちょうあいば）： 池ノ上（いけのうえ）、板屋ヶ入（いたやがいり）、圦ノ口（いりのぐち）、形原（かたはら）、兼畑（かねはた）、上佃（かみつくだ）、神ノ木（かみのき）、刈谷前（かりやまえ）、川田（かわだ）、カンバ池（かんばいけ）、京田（きょうでん）、庚申（こうしん）、小橋（こばし）、五反田（ごたんだ）、澤（さわ）、下佃（しもつくだ）、城山（しろやま）、城ヶ下（じょうがした）、須畑前（すばたまえ）、血洗（ちあらい）、辻畑（つじばた）、道ヶ入（どうがいり）、西丁畑（にしちょうばた）、二本松（にほんまつ）、子コロビ（こころび）、白山（はくさん）、花ノ木（はなのき）、東丁畑（ひがしちょうばた）、七度ヶ入（ひちどがいり）、平子（ひらこ）、深田（ふかだ）、丸内（まるうち）、宮ノ越（みやのこし）、向川田（むこうかわだ）、薬師西（やくしにし）、矢通（やとおり）、八縄（やなわ）

- 吉良町大島（きらちょうおおじま）：一反畑（いったんばた）、梅田（うめだ）、大山（おおやま）、替地（かえち）、垣江（かきえ）、上（かみ）、川原（かわはら）、勘兵衛（かんべえ）、蒲原（がまはら）、桟敷（さじき）、下（しも）、高山（たかやま）、寺西（てらにし）、中（なか）、中道下（なかみちした）、彦兵衛山（ひこべえやま）、宮東（みやひがし）
- 吉良町岡山（きらちょうおかやま）：池西（いけにし）、石流（いしながれ）、泉前（いずみまえ）、井戸尻（いどじり）、井ノ上（いのうえ）、岩谷下（いわたにした）、岩谷山（いわたにやま）、陰谷（いんこく）、王ノ城（おうのじょう）、大岩山（おおいわやま）、尾崎新田（おざきしんでん）、上川田（かみかわだ）、蒲原（がまはら）、献上田（けんじょうだ）、下馬（げば）、郷戸（ごうど）、山王山（さんのうさん）、山王下（さんのうした）、背撫山（せなでやま）、代見場（だいみば）、塚ノ上（つかのうえ）、寺前（てらまえ）、殿町（とのまち）、砦下（とりでした）、砦山（とりでやま）、中根山（なかねやま）、野口（のぐち）、八幡山（はちまんやま）、松原（まつばら）、宮下（みやした）、矢口（やぐち）、山ヶ田（やまがた）、山崎（やまざき）、鎧（よろい）、若宮前（わかみやまえ）
- 吉良町荻原（きらちょうおぎわら）：秋箱（あきばこ）、一番割（いちばんわり）、牛池（うしいけ）、埋畑（うめはた）、烏帽子（えぼし）、大貝戸（おおがいと）、小川尻（おがわじり）、小野（おの）、斧田洗（おのだあらい）、金畑（かねはた）、上川田（かみかわだ）、上丁田（かみちょうだ）、亀池（かめいけ）、川中（かわなか）、川畑（かわばた）、桐杭（きりくい）、小入道（こにゅうどう）、御用田（ごようでん）、早渡（さわたり）、座甲（ざこう）、下川田（しもかわだ）、下丁田（しもちょうだ）、城下（しろした）、新池（しんいけ）、百度荒子（ずんどあらこ）、外川田（そとかわだ）、中重田（なかじゅうた）、七曲（ななまがり）、浜田（はまだ）、東川田（ひがしかわだ）、細畑（ほそばた）、渡辺（わたなべ）、割田（わりでん）
- 吉良町乙川（きらちょうおつかわ）：池下（いけした）、池東（いけひがし）、圦山（いりやま）、兼挟（かねばさみ）、北大山（きたおおやま）、北辰新（きたたつしん）、喜太（きだ）、喜太夫（きだゆう）、経後（きょうご）、経前（きょうぜん）、黒岩（くろいわ）、九郎三（くろうざ）、源四（げんし）、白浜（しらはま）、治衛（じえい）、蛇抜（じゃぬけ）、寺前（てらまえ）、寺廻（てらまわり）、中切（なかぎり）、西大山（にしおおやま）、西落（にしおち）、西山（にしやま）、八貫（はちかん）、東山（ひがしやま）、姫山（ひめやま）、藤兼（ふじかね）、孫三（まごさ）、道上（みちかみ）、南犬山（みなみいぬやま）、南大山（みなみおおやま）、南辰新（みなみたつしん）、弥治（やじ）、訳出（わけだし）
- 吉良町小山田（きらちょうおやまだ）：池下（いけした）、市場（いちば）、後山（うしろやま）、大山（おおやま）、上浜田（かみはまだ）、北山（きたやま）、五反田（ごたんだ）、稠（しげ）、下浜田（しもはまだ）、治ア田（じあだ）、天神（てんじん）、西浜田（にしはまだ）、西山（にしやま）、野薮（のやぶ）、羽城（はじょう）、東山（ひがしやま）、藤崎（ふじさき）、宮前（みやまえ）
- 吉良町上横須賀（きらちょうかみよこすか）：青木（あおき）、青木上（あおきかみ）、青木前（あおきまえ）、池端（いけはた）、井ノ下（いのした）、神ノ木（かみのき）、寒破池（かんぱいけ）、上町東（かんまちひがし）、蔵屋敷（くらやしき）、小蒔田（こまきだ）、五反田（ごたんだ）、佐渡（さわたり）、神田（じんでん）、杉ノ木（すぎのき）、雑役免（ぞうやくめ）、渡舟場（とせんば）、西川田（にしかわだ）、野添（のぞえ）、八王子（はちおうじ）、八枚（はちまい）、馬頭（ばとう）、東川田（ひがしかわだ）、菱池（ひしいけ）、的場（まとば）、宮腰（みやこし）、宮前（みやまえ）、元屋敷（もとやしき）、六石目（ろっこくめ）、綿打（わたうち）
- 吉良町木田（きらちょうきだ）：石橋（いしばし）、郷中（ごうちゅう）、須崎（すさき）、殿貝戸（とのかいど）、畑ヶ仲（はたがなか）、前田（まえだ）、宮脇（みやわき）、八ツ通（やつどおり）、八ツ縄（やつなわ）、祐言（ゆうげん）、六反通（ろくたんどおり）
- 吉良町小牧（きらちょうこまき）：梶見堂（かじみどう）、郷後（ごうご）、郷中（ごうなか）、郷前（ごうまえ）、宮西（みやにし）
- 吉良町酒井（きらちょうさかい）：赤坂（あかさか）、新井前（あらいまえ）、神場池（かんばいけ）、上撰（じょうせん）、竹ノ子（たけのこ）、長兵衛下（ちょうべえした）、寺後（てらご）、道ヶ圦（どうがいり）、丸池（まるいけ）、道下（みちした）
- 吉良町下横須賀（きらちょうしもよこすか）：網坪（あみつぼ）、荒井（あらい）、荒子（あらこ）、荒子前（あらこまえ）、池田（いけだ）、一ノ割（いちのわり）、大山（おおやま）、御屋敷（おやしき）、加長割（かちょうわり）、勘左山（かんざやま）、高徳（こうどく）、郷西（ごうにし）、下新田（しもしんでん）、神明西（しんめいにし）、蛇池（じゃいけ）、須（す）、須西（すにし）、須前（すまえ）、瀬戸田（せとだ）、外野（そとの）、寺屋敷（てらやしき）、七ツ山（ななつやま）、西下河原（にししもがわら）、八ヶ尻（はちがしり）、東下河原（ひがししもがわら）、本山（もとやま）、柳原（やなぎはら）、横枕（よこまくら）、六人（ろくにん）
- 吉良町白浜新田（きらちょうしらはましんでん）：井骨道上（いぼねみちかみ）、上七八（かみひちはち）、北切（きたぎり）、北五六（きたごろく）、下七八（しもひちはち）、寺西登（てらにしのぼり）、南切（みなみぎり）、南五六（みなみごろく）、宮前（みやまえ）
- 吉良町瀬戸（きらちょうせと）：八丁目（はっちょうめ）、石ヶ崎（いしがさき）、寄名山（きなやま）、五本松（ごほんまつ）、下川田（しもかわだ）、神田（しんでん）、寺下（てらした）、長坂（ながさか）、名山（なやま）、藤波（ふじなみ）、宮西（みやにし）、宮前（みやまえ）、明ヶ入（みょうがいり）、四縄（よなわ）
- 吉良町津平（きらちょうつひら）：荒井山（あらいやま）、石田（いしだ）、板迫（いたば）、一本松（いっぽんまつ）、大入（おおいり）、大沢（おおさわ）、上天神（かみてんじん）、言行（げんぎょう）、小出入（こでいり）、下天神（しもてんじん）、殿迫（とのば）、友京（ともきょう）、中深（なかぶけ）、中村（なかむら）、中谷（なかや）、新山（にいやま）、西郷（にしごう）、西深（にしぶけ）、東郷（ひがしごう）、東深（ひがしぶけ）、平子（ひらこ）、文道郷（ぶんどうごう）、文道西（ぶんどうにし）、文道野（ぶんどうの）、前沢（まえざわ）、前田（まえだ）、松葉坂（まつばざか）、山ノ上（やまのうえ）
- 吉良町寺嶋（きらちょうてらじま）：川田（かわだ）、川原（かわはら）、桑原（くわはら）、五反田（ごたんだ）、境イ（さかい）、下深（しもぶけ）、中道（なかみち）、万場（まんば）、御手洗（みてあらい）、森畔（もりぐろ）
- 吉良町富田（きらちょうとみだ）：油田（あぶらでん）、荒井屋敷（あらいやしき）、市子野（いちごの）、井戸尻（いどじり）、江ヶ原（えどがはら）、沖田（おきた）、海郷（かいごう）、陰無（かげなし）、小割（こわり）、五枚田（ごまいだ）、堺前（さかいまえ）、鷺田（さぎだ）、新道（しんみち）、新御堂（しんみどう）、寺内（じない）、仙並（せんなみ）、銭池（ぜにいけ）、惣作（そうさく）、雑田（ぞうだ）、代官前（だいかんまえ）、天白（てんぱく）、徳法師（とくぼうし）、殿海戸（とのがいと）、中屋敷（なかやしき）、長根（ながね）、西屋敷（にしやしき）八石（はちこく）、東屋敷（ひがしやしき）、樋口（ひぐち）、広畑（ひろはた）、堀ノ内（ほりのうち）、坊寺（ぼうじ）、松原（まつばら）、的場（まとば）、見取川新田（みどりがわしんでん）
- 吉良町富好新田（きらちょうとみよししんでん）：青鳥（あおとり）、井戸後（いどご）、井戸東（いどひがし）、上川並（かみかわなみ）、川並（かわなみ）、蔵井戸（くらいど）、紺屋堀（こんやぼり）、沢西（さわにし）、三角（さんかく）、下川並（しもかわなみ）、新開（しんかい）、田中（たなか）、地領（じりょう）、中川並（なかかわなみ）、西青鳥（にしあおとり）、森根（もりね）、役地（やくち）、四縄（よなわ）、四丹地（よんたんち）
- 吉良町友国（きらちょうともくに）：赤田（あかだ）、揚ケ（あげ）、池上（いけがみ）、池下（いけした）、圦（いり）、榎下（えのきした）、王塚（おおつか）、奥入（おくいり）、梶洗後（かじあらいうしろ）、梶洗前（かじあらいまえ）、桜田（さくらだ）、新田（しんでん）、高崎（たかさき）、道ヶ圦（どうがいり）、張出（はりで）、舟戸（ふなと）、前田（まえだ）、前深（まえぶけ）、松下（まつした）、山崎（やまさき）、山ノ上（やまのうえ）、六反（ろくたん）、和田（わだ）
- 吉良町中野（きらちょうなかの）：折地（おれち）、梶洗（かじあらい）、川畔（かわぐろ）、郷中（ごうちゅう）、さ稿（さこう）、須原（すはら）、瀬田（せだ）、新堤（にいづつみ）、西荒井（にしあらい）、西畑（にしばた）、東荒井（ひがしあらい）、東深（ひがしぶけ）、屋下（やした）
- 吉良町八幡川田（きらちょうはちまんかわだ）：上（かみ）、上川田（かみかわだ）、カヤハ、下川田（しもかわだ）、田島（たじま）、西川田（にしかわだ）
- 吉良町駮馬（きらちょうまだらめ）：足迫（あしば）、汗尾（あせび）、荒井（あらい）、荒井山（あらいやま）、内ノ山（うちのやま）、浦山（うらやま）、大手（おおて）、鎌ヶ入（かまがいり）、汲迫（ぐいば）、鴻ノ巣（こうのす）、小迫（こば）、郷中（ごうちゅう）、城下（しろした）、城山（しろやま）、善念山（ぜんねんやま）、駄子（だこ）、寺迫（てらば）、東城（とうじょう）、西鍛治山（にしかじやま）、西深（にしぶけ）、祢宜山（ねぎやま）、東鍛治山（ひがしかじやま）、東深（ひがしぶけ）、人切（ひときり）、平所（ひらとこ）、藤山（ふじやま）、法六（ほうろく）、丸山（まるやま）、矢崎（やさき）
- 吉良町宮崎（きらちょうみやざき）：秋葉西（あきばにし）、上ノ山（うえのやま）、後留谷（うしろどや）、馬道（うまみち）、大挟（おおばさみ）、大山（おおやま）、奥末屋尻（おくまやじり）、於徳上（おとくうえ）、梶島（かじしま）、上清水（かみしみず）、北飛越（きたとびこし）、狐坂（きつねざか）、鯨山（くじらやま）、口末屋尻（くちまやじり）、佐平太上（さへいたうえ）、忍山（しのぶやま）、下清水（しもしみず）、白浜（しらはま）、地僧坊（じぞうぼう）、蛇抜（じゃぬけ）、甚兵衛上（じんべえうえ）、退張地（すりばち）、清兵衛上（せいべえうえ）、田尻（たじり）、田ノ上（たのうえ）、中赤兀（なかあかはげ）、中新居（なかあらい）、中清水（なかしみず）、中部田（なかべた）、中道（なかみち）、中道上（なかみちうえ）、中道下（なかみちした）、西赤兀（にしあかはげ）、西甚作（にしじんさく）、西長嶺（にしながみね）、西部田（にしべた）、西宮後（にしみやうしろ）、行程越（のりこし）、八王子（はちおうじ）、八王子西（はちおうじにし）、鉢貫（はちかん）、東赤兀（ひがしあかはげ）、東新居（ひがしあらい）、東蛇抜（ひがしじゃぬけ）、東甚作（ひがしじんさく）、東長嶺（ひがしながみね）、東部田（ひがしべた）、東山後（ひがしやまうしろ）、部田（べた）、法蓮坊（ほうれんぼう）、前留谷（まえどや）、丸山（まるやま）、南飛越（みなみとびこし）、宮東（みやひがし）、宮前（みやまえ）、向山（むかいやま）、弥五郎（やごろう）、山後（やまうしろ）、山ノ井（やまのい）、山鼻（やまはな）、由兵衛上（よしべえうえ）、若宮後（わかみやうしろ）、若宮西（わかみやにし）
- 吉良町宮迫（きらちょうみやば）：漆畑（うるしばた）、大上（おおかみ）、大迫（おおばさま）、樫木（かしのき）、勝迫（かつばさま）、上（かみ）、観音田（かんのんだ）、鴻ノ巣（こうのす）、左長（さちょう）、四反田（したんだ）、神田（じんでん）、堂根（どうね）、長沢（ながさわ）、西屋敷（にしやしき）、文道野（ぶんどうの）、前田（まえだ）、丸山（まるやま）、御栗山（みくりやま）、宮後（みやうしろ）、宮前（みやまえ）、向（むかい）
- 吉良町吉田（きらちょうよしだ）：亥改（いあらため）、石池（いしいけ）、内川田（うしかわだ）、宇野津（うのづ）、大切間（おおぎりま）、上榎島（かみえのきじま）、上島津（かみしまづ）、上浜（かみはま）、桐杭（きりくい）、桑ノ木（くわのき）、小池（こいけ）、西郷（さいごう）、斎藤久（さいとうきゅう）、下榎島（しもえのきじま）、下屋敷（しもやしき）、新田（しんでん）、新浜（しんはま）、神明塚（しんめいづか）、須原（すはら）、高島新田（たかじましんでん）、天笠桂（たものき）、忠四郎前（ちゅうしろうまえ）、伝蔵荒子（でんぞうあらこ）、東郷（とうごう）、豊岡（とよおか）、中屋敷（なかやしき）、長島（ながしま）、西川畔（にしかわぐろ）、西高島（にしたかじま）、西中浜（にしなかはま）、二割（にわり）、離島（はなれじま）、東高島（ひがしたかじま）、東中浜（ひがしなかはま）、平ヶ山（ひらがやま）、船戸（ふなと）、堀割（ほりわり）、本浜（ほんはま）、松木田（まつきだ）、万田（まんだ）、宮腰（みやこし）、宮前（みやまえ）、八ツ田（やつだ）、山中（やまなか）

### 幡豆地区
- 寺部町（てらべちょう）：笠外（かさがい）、上宇頭（かみうとう）、香伏（こうぶせ）、小浜（こばま）、下宇頭（しもうとう）、城越（しろこし）、田中（たなか）、天王（てんのう）、堂前（どうまえ）、西浦（にしうら）、浜田（はまだ）、林添（はやしぞえ）

- 鳥羽町（とばちょう）：赤岩（あかいわ）、足ヶ谷（あしがや）、石塚（いしづか）、壱町田（いっちょうだ）、入通（いりどおり）、大入（おおいり）、大狐（おおぎつね）、大谷（おおたに）、大迫（おおばさま）、奥山（きたやま）、萱場（かやば）、川坂（かわざか）、北荒井（きたあらい）、北迫（きたばさま）、古新田（こしんでん）、崎山（さきやま）、笹頭（ささがしら）、里（さと）、下モ坪（しもつぼ）、社口（しゃぐち）、西風入（にしかざいり）、田尻（たじり）、出崎（でざき）、十三新田（とみしんでん）、中橋（なかばし）、長坂（ながさか）、名幸寺（なこじ）、西迫（にしばさま）、西六反田（にしはったんだ）、八貫（はちかん）、八反田（はちたんだ）、林（はやし）、東迫（ひがしばさま）、東六反田（ひがしろくたんだ）、未新田（ひつじしんでん）、姫山（ひめやま）、平松（ひらまつ）、馬ノ坂（まのざか）、南荒井（みなみあらい）、迎（むかえ）

- 西幡豆町（にしはずちょう）：荒佐分（あらさぶ）、池下（いけした）、市場（いちば）、稲葉（いなば）、犬持（いぬもち）、入前（いりまえ）、後田（うしろだ）、江尻（えじり）、榎開戸（えのきがいと）、大塚（おおつか）、大坪（おおつぼ）、奥山（おくやま）、小田際（おだぎわ）、鬼木（おにぎ）、貝場（かいば）、貝吹（かいふき）、柿田（かきだ）、柿迫（かきばさま）、欠橋（かけはし）、上大坪（かみおおつぼ）、刈払（かきばらい）、川西（かわにし）、川原（かわはら）、北岡割（きたおかわり）、北門内（きたかいと）、北郷（きたごう）、北ノ入（きたのいり）、車木（くるまぎ）、黒松（くろまつ）、高久（こうきゅう）、幸ノヶ谷（こうのがや）、講伏（こうぶせ）、小操美（こぐるみ）、小清水（こしみず）、古浜（こばま）、小深田（こふかだ）、菰田（こもだ）、郷（ごう）、郷中（ごうなか）、三反田（さんたんだ）、下郷（しもごう）、下丸山（しもまるやま）、清六（せいろく）、高沢（たかざわ）、高根（たかね）、田ノ上（たのうえ）、田迫（たばさま）、丹後（たんご）、中央台（ちゅうおうだい）、寺後（てらうしろ）、寺尾（てらお）、天王（てんのう）、轟（とどろ）、轟口（とどろぐち）、中郷（なかごう）、仲田（なかだ）、中野郷（なかのごう）、中村郷（なかむらごう）、中屋敷（なかやしき）、西池下（にしいけした）、西大坪（にしおおつぼ）、西岡割（にしおかわり）、西川原（にしかわはら）、西前田（にしまえだ）、西見影（にしみかげ）、西道添（にしみちぞい）、西森（にしもり）、二本松（にほんまつ）、年重坂（ねんじゅうざか）、橋ノ下（はしのした）、浜田（はまだ）、浜屋敷（はまやしき）、播摩門内（はりまがいと）、馬場（ばば）、番場（ばんば）、東奥山（ひがしおくやま）、東見影（ひがしみかげ）、東森（ひがしもり）、平治（へいじ）、前田（まえだ）、松下（まつした）、松原（まつばら）、丸山（まるやま）、見影田（みかげだ）、道添（みちぞい）、南岡割（みなみおかわり）、南丹後（みなみたんご）、六反田（ろくたんだ）、蕨迫（わらびばさま）

- 東幡豆町（ひがしはずちょう）：池上（いけがみ）、池田（いけだ）、石田（いしだ）、石東（いしひがし）、岩倉（いわくら）、岩廻（いわまわり）、上ノ山（うえのやま）、上畑山（うえはたやま）、ウハダ、裏山（うらやま）、浦和（うらわ）、会下（えげ）、烏帽子ヶ丘（えぼしがおか）、烏帽子山（えぼしやま）、大入（おおいり）、大口（おおぐち）、大沢（おおさわ）、大境（おおざかい）、大戸（おおど）、大西（おおにし）、王根（おおね）、大根入（おおねいり）、大迫（おおばさま）、大平（おおひら）、大峰ヶ入（おおみねがいり）、沖島（おきのしま）、奥ヶ入（おくがいり）、奥ノ入（おくのいり）、小出ヶ入（おでがいり）、鍛治屋畑（かじやばた）、上池下（かみいけした）、上風越（かみかざこし）、上神田（かみかんだ）、上床崎（かみとこざき）、上丸山（かみまるやま）、上向山（かみむかいやま）、亀井（かめい）、河原（かわはら）、川迎（かわむかえ）、北山（きたやま）、黒田（くろだ）、桑畑山（くわはたやま）、鯉田（こいだ）、小見行田（こけんぎょうだ）、越キガ入（こしきがいり）、越田（こしだ）、越山（こしやま）、小浜（こばま）、小廻（こまわり）、金剛童子（こんごうどうじ）、紺屋谷戸（こんやがと）、郷中（ごうちゅう）、郷上（ごうのうえ）、五反田（ごたんだ）、佐右エ門田（さうえもんだ）、崎ノ畑（さきのはた）、三ヶ根口（さんがねぐち）、三ヶ根田（さんがねた）、汐浜（しおはま）、下山（したやま）、篠迫（しのばさま）、清水（しみず）、下池（しもいけ）、下風越（しもかざこし）、下側内（しもかわち）、下床崎（しもとこざき）、下谷（しもや）、社口（しゃぐち）、新田（しんでん）、蛇山越（じゃやまごし）、須賀田（すかだ）、杉那（すぎな）、助八（すけはち）、洲崎（すさき）、洲崎山（すさきやま）、須田（すだ）、竹ノ下（たけのした）、田戸（たど）、田中（たなか）、築園（ちくえん）、知狭間（ちばさま）、茶園（ちゃえん）、造田（つくりだ）、鳶山（とびやま）、堂下（どうした）、堂ノ上（どうのうえ）、堂山（どうやま）、中尾（なかお）、中川原（なかがわら）、中柴（なかしば）、中島（なかじま）、中根（なかね）、中ノ浜（なかのはま）、中屋敷（なかやしき）、長根（ながね）、縄添（なわぞえ）、肉門内（にくもんない）、西浦（にしうら）、西大平（にしおおひら）、西神田（にしかんだ）、西ヶ鼻（にしがばな）、西口（にしぐち）、西野岸（にしのぎし）、西前田（にしまえだ）、西丸山（にしまるやま）、西山（にしやま）、西山谷（にしやまたに）、入会山（にゅうかいざん）、根尻（ねじり）、根ノ上（ねのうえ）、上り沢（のぼりざわ）、走り付（はしりつけ）、浜ノ山（はまのやま）、原迫（はらばざま）、番上（ばんじょう）、日影（ひかげ）、東長根（ひがしながね）、東野岸（ひがしのぎし）、東浜（ひがしはま）、東前田（ひがしまえだ）、東山（ひがしやま）、東山谷（ひがしやまたに）、引浜（ひきはま）、彦田（ひこだ）、彦田入（ひこだいり）、彦田前（ひこだまえ）、平岩（ひらいわ）、平田（ひらた）、平山（ひらやま）、琵琶浦（びわうら）、深田（ふかだ）、深迫（ふかばさま）、船付（ふなつき）、細田（ほそだ）、本郷（ほんごう）、前島（まえじま）、前田（まえだ）、前山（まえやま）、政吉（まさよし）、丸山（まるやま）、御芦（みあし）、三ツ塚（みつづか）、御堂前（みどうまえ）、緑ヶ崎（みどりがさき）、南大西（みなみおおにし）、南黒田（みあなみくろだ）、南越田（みなみこしだ）、南沢（みなみさわ）、南造田（みなみつくりだ）、宮後（みやうしろ）、宮ヶ崎（みやがさき）、宮下（みやした）、宮司（みやつかさ）、宮前（みやまえ）、宮脇（みやわき）、向畑（むかいばた）、向山（むかいやま）、向山下（むかいやました）、迎（むかえ）、森（もり）、森崎（もりさき）、森山（もりやま）、八重林（やえばやし）、山崎（やまざき）、山ノ内（やまのうち）、山道（やまみち）、横根（よこね）、横枕（よこまくら）、四ツ割（よつわり）、米田（よねだ）